# کی‌اوای کورپوریشن
کی‌اوای کورپوریشن (انگلیسی: KOA Corporation) شرکت الکترونیک ژاپنی است، که در سال ۱۹۴۰ توسط کازومو موکایاما تأسیس شد.